# Петко Горбанов
Петко Василев Горбанов е български общественик, адвокат, народен представител.

## Биография
Петко Горбанов е роден на 17 февруари 1846 г. в град Елена в семейството на търговеца Васил Горбанов. Завършва училището в Елена. След това пребивава в Киев, където се дипломира в Духовната академия. През 1864 г. постъпва в Робърт колеж като пръв негов български възпитаник. Завършва през 1868 г., като до 1872 г. е учител по български език там. След това става учител в Пловдив (1872 – 1874) и Елена (1874 – 1876).
Престоят му в Цариград освен като учащ е и свързан с преподавателска дейност – лектор по български език. Във вестник „Македония“ от 1871 година, брой 30, издаден под редакцията на П. Р. Славейков, е направено обяснение:
| „ | От българските класове особено добър изпит дали класът по Българска граматика, състоящ се от по-малките и класът по Риторика, състоящ се от по-възрастните. Превъзходните отговори, които тези два класа дадоха и въобще всичките други, показват, че българският учител г. Петко В. Горбанов се е старал много за напредъка на нашите българчета и че неговият труд не е бил напразен. И показват още, че учениците умеели да се възползват от времето си и от доброто напредване на учителя си. | “ |

След потушаване на Априлското въстание (1876), придружава лейди Емили Странгфорд при нейната обиколка из България и служи като неин преводач.
Сътрудничи със статии и преводи на вестниците „Право“ (1869 – 1873), „Съветник“ (1863 – 1865), „Македония“ (1866 – 1872).
Петко Горбанов е съученик с Константин Стоилов, Стефан Панаретов, Стоян Михайловски, Иван Славейков, Рачо Славейков. Те правят дарения за църковната независимост и техните имена са изброени в благодарствен списък.
В навечерието на Освободителната война (1877 – 1878 г.) събира подробни сведения за нуждите на руската армия в предстоящите ѝ бойни действия на Балканите. Познавайки добре обстановката и извършвайки щателен анализ на военно–политическите и физико–географски дадености в българските земи в навечерието на войната, Петко Горбанов прави извода, че най-подходящото място за преминаване на река Дунав от руската армия е в участъка Зимнич – Свищов. Докладва своето предложение и съображенията си за него на руското командване. Последвалото форсиране на река Дунав при Зимнич – Свищов доказва, че предложението му е прието.
По време на Руско-турската война съдейства на руското командване като разузнавач. Изпраща дописки за бойните действия на френската агенция „Хавас“ и руския вестник „Голос“. Народен представител в Учредителното събрание от Търновски окръг и секретар на Събранието, I ОНС, II ОНС, II ВНС, III ВНС, VIII ОНС, IX ОНС (подпредседател).
Награден от руското командване с орден „Св. Станислав“, III степен (1878).
По време на Временното руско управление, Петко Горбанов е председател на Окръжния съд в град Елена.
Когато се завръща в България се изявява като адвокат и депутат в Учредително събрание (1879).
Активен член на Консервативната партия, заема различни административни длъжности и постове – Главен секретар на Министерство на правосъдието, помощник-кмет на София.
Учител по български език на княз Александър I Батемберг.
Редактор на вестниците „Будилник“ (1880), „Будилник става либерал“ (1881) и на „Български глас“ (1879 – 1883).

Споменат е от Иван Вазов в стихотворението "Ремлинген" по повод конфликт с Арнолд Ремлинген, по това време (Режимът на пълномощията) изпълняващ длъжността министър на вътрешните работи:
В ръка носи кърпел дрянов
Ремлинген-герой,
даже верният Горбанов

вчера яде бой.
Горбанов е автор на „Малък наръчник за изучаване на български език“, написан на френски език през 1880 година. Подпредседател на IX обикновено народно събрание (1896 – 1898). Умира на 9 февруари 1909 година в София.